# ヴァレンタイン ヒーロー誕生
『ヴァレンタイン ヒーロー誕生』（ヴァレンタイン ヒーローたんじょう、原題：Valentine／Valentine: The Dark Avenger）は、2017年のインドネシアのスーパーヒーロー映画。
「スカイラー・コミック」の『ヴァレンタイン』の実写映画化作品であり、「スカイラー・コミック」の実写映画を同一世界観のクロスオーバー作品として扱う『シネマティック・ユニバース』シリーズの第1作である。

## ストーリー
インドネシアの大都市バタヴィアシティでは犯罪組織による強盗事件が相次いでいたが、警察の捜査は進まず、市民に不安が募っていた。ある夜、高層ビル内で仮装パーティーが行われ、バンバン警察庁長官の息子エディがドラッグをばら撒いていた。そこへシャドーとその一味ハイドロ、ミーダ、ゾラが現れ、エディをバンバンの家に連行し、「すべてを招いたのはお前だ」と言って射殺する。シャドーはテレビ放送を電波ジャックし、自分に従う市民は守ると宣言した。
女優を目指すスリマヤは大学を中退し、カフェでアルバイトをしており、母や警察の兄・ウンブラから心配されていた。一方、テレビプロデューサーのボノは、子供達に希望と勇気を与えるため、「ヴァレンタイン」というスーパーヒーロー映画の企画をプロデューサーに持ちかけるが、全く取り合ってもらえない。ボノは友人のスタイリスト・ワワンに声をかけ、格闘技のできる女優を探していると、偶然カフェで鮮やかなシラットで痴漢を撃退するスリマヤを目撃し、スカウトする。
ボノはまず、スリマヤがヴァレンタインとなって実際に犯罪者を倒す姿を動画サイトにアップし、ヒーローとしての存在をアピールしようと考えた。翌日から自警活動を開始し、スーパーの強盗を倒した様子がニュース番組で紹介され、3人は手応えを感じる。スリマヤは投げ手錠とシラットを特訓して強盗犯を次々と捕縛し、ワワンはより動きやすく防御性の高い衣装を制作して動画を撮影、ボノはその動画をアップし、徐々に人々に認知されていく。スリマヤはボノに、幼い頃から兄と共に亡き父から「生き方の心得」としてシラットを習ったと話し、ボノはヒーロー映画を撮る理由を「小さな行動が誰かに大きな影響を与えるから」だと言う。
スリマヤの母とウンブラは、5年前に警視長だった父・イルジェン・ブマンタラが自殺した家を売りに出して心機一転を図ろうとしていたが、スリマヤは反対する。苛立つスリマヤは、新しいガジェットをプレゼントしてくれたボノに辛くあたってしまう。部屋に戻ったボノの左足を見ると義足だった。
そんな中、シャドー達によるバタヴィア銀行人質事件が発生した。シャドーは交渉人にルクマン警部補を指名し、ニュースキャスターのサリーを呼んで行内の様子を放送させた。シャドーは警察組織の解体を要求したが、シャムスル警視監は拒否し、S.W.A.Tを突入させる。一時は制圧したかに思われたが、シャドー達は屋外で爆弾を爆発させ、その隙にS.W.A.Tを次々と倒して逃走した。スリマヤ達もこれを追跡したが、逃げられてしまう。
スリマヤはワワンから、1年前にボノ一家の車が逃走中の強盗の車に追突され、7歳の娘“ヴァレンタイン”と妻が死亡した過去を知らされる。ボノがヒーローにこだわるのは、強盗を止める人がいたら家族は死なずにすんだと思っていたからだった。スリマヤは父の墓で「臆病者になるな。他者に勝つにはまず己に勝つことだ」という父の言葉を思い出し、「自分に勝ちたいが怖い」という本心を吐露する。
シャドー達は次にバタヴィア刑務所を襲撃し、大量の受刑者が脱獄した。ボノは夜の街で女の子の誘拐現場を目撃し、犯人に立ち向かうも、逆に拳銃で打たれて死亡してしまう。ボノの死でスリマヤは再びヒーローになる決意をし、新しいガジェットに身を包み、ボノ特製のバイクに跨って夜の街へと向かう。
ウンブラの警察チームはエコグリーンビルで、来尼した国賓の王子の警護を任されていた。そこにシャドー達が現れて王子を人質にとり、シャムスル警視監を連れて来させた。スリマヤもビルに入ってシャドー達を発見するが、ハイドロ、ミーダ、ゾラに阻まれる。時を同じくしてS.W.A.Tが突入し、王女達を救出する。ハイドロ達を倒したスリマヤは、屋上でシャドーと対決する。シャドーの正体は兄・ウンブラだった。そこに事件の真相を知ったルクマン警部補と、S.W.A.Tを引き連れたシャムスル達がやってくる。5年前、所轄の署長だったシャムスルは、バンバンと共に押収した銃を闇取引しており、それを知ったイルジェンによる告発を恐れ、彼を自殺に見せかけて殺害したのだった。ウンブラはシャムスルを撃って復讐を遂げたが、狙撃手に射殺される。
スリマヤはボノの娘・ヴァレンタインの墓にドミノマスクを捧げる。
カフェにいたサリーは、空から落下する隕石を飛行して破壊するもう一人のスーパーヒーロー・ボルトの姿を目撃する。一方、死体安置所では、ウンブラの遺体が何者かによって盗まれていた。

## キャスト
| 役名                         | 俳優                   | 日本語吹替 |
| ---------------------------- | ---------------------- | ---------- |
| スリマヤ / ヴァレンタイン    | エステル・リンデン     | 水瀬いのり |
| ボノ                         | マシュー・セトル       | 森川智之   |
| ワワン                       | アリー・ダギエンツ     | 廣瀬武央   |
| ウンブラ・ブマンタラ         | アフマド・アファンディ | 石黒史剛   |
| シャムスル警視監             | リロイ・オスマニ       | 江頭宏哉   |
| ルクマン警部補               | マルセル・ドミット     | 渡井奏斗   |
| イルジェン・ブマンタラ警視長 | フェンディ・プラダナ   | 峰晃弘     |
| バンバン警察庁長官           | ジョシュア・パンデラキ |            |
| サリー                       | メガ・カエファンサ     | アナンド雪 |
| ハイドロ                     | サスキー・アイシャワラ | 大野彩恵   |
| ミーダ                       | ナビラ・プトゥリ       |            |
| ゾラ                         | アリザ・プトゥリ       | 須川晶紀   |

## スタッフ
- 監督：アグス・ヘルマンシャー、アグス・ペストル
- 脚本：ベビー・ハシブアン
- 原案：サルジョノ・ストリスノ
- キャラクター創造：サルジョノ・ストリスノ、アスウィン・マクシレガル
- 製作：サルジョノ・ストリスノ、アスウィン・マクシレガル、ヘルフィ・カルディット
- 製作総指揮：サルジョノ・ストリスノ
- 撮影：ジョエル・F・ゾラ
- 編集：アジズ・ヌルマワン
- 視覚効果：エピックFXスタジオ
- 音響デザイン：キクマワン・サントーサ、アウリア・ロサディ
- 音楽：イザル・ピーターソン
- コスチュームデザイン：サルジョノ・ストリスノ、アスウィン・マクシレガル、エステル・リンデン、ラーマット・M・ハンドコ、ウィル・エー
- 衣装：ウタミ、アシ
- アクション監督：ロバート・スワンディ

### 日本語版制作スタッフ
- 演出：森川智之
- 翻訳：本間絵里香